# The Strongest La Paz
Pour les articles homonymes, voir The Strongest.
Maillots
The Strongest La Paz est un club bolivien de football basé à La Paz.

## Histoire
Le Strong Foot Ball Club est fondé en 1908 par un groupe de jeunes cherchant à défendre son territoire. Afin d'éviter de disparaître comme beaucoup de clubs du quartier, ses jeunes fondateurs affichent une réelle volonté de construire un club solide et durable.Ils décident de donner le nom de Strong Football Club qui quelques jours plus tard deviendra The Strongest Football Club afin d'affirmer leur supériorité.
Les couleurs sont l'or et le noir censé représenter le jour et la nuit. Au départ, la mascotte du club était un Vicuna. Par la suite, s'y ajoutera le tigre et le condor.
Le club, qui devient rapidement The Strongest La Paz, gagne la première compétition officielle de Bolivie : la Coupe préfectorale de La Paz en 1911. Le club enchaîne ensuite 13 tournois victorieux et 6 finales sur les 29 qui se disputeront entre 1914 et 1949.
En 1932 éclate la Guerre du Chaco. Ce conflit avec le Paraguay qui dura jusqu'en 1935 est particulièrement sanglant, surtout pour les joueurs du Strongest dont beaucoup sont devenus généraux ou colonels. Mais les troupes boliviennes repoussent les envahisseurs vers la frontière del Chaco. Cette bataille est également appelée Cañado Strongest du fait du nombre important de fans du club Aurinegro parmi les troupes et l'un d'eux aurait crié Huarikasaya, le cri de guerre du club, au moment d'attaquer.
À la fin de la guerre, le club retrouve les terrains et le chemin des victoires. Il acquiert à ce moment-là le surnom de « Derribador de Campeones » (tombeur de champions) à cause de ses victoires contre les autres champions continentaux. Pendant la saison 1941-1942, Universitario de Lima (Pérou), Wanderers (Chili), Cerro Porteño (Paraguay), Banfield, Estudiantes de la Plata et Independiente (Argentine) tombent sur le terrain du Strongest.
En 1965, le club obtient le droit de participer à la Copa Libertadores. Malgré l'élimination au premier tour, les Tigrés deviendront le premier club bolivien à s'imposer hors du pays lors d'un match officiel, face au Deportivo de Quito.
Le 24 septembre 1969, l'avion qui transportait les joueurs pour un tournoi amical dans le département de Santa Cruz s'écrase dans les montagnes. Aucun des 74 passagers, dont 16 joueurs de l'équipe, l'entraîneur, le masseur et deux dirigeants du Strongest, n'a survécu.
Le club se reconstruit autour de son capitaine, Rolando Vargas, suspendu pour le match et qui avait décidé de ne pas faire le déplacement. Un élan de solidarité s'empare de la Bolivie et de toute l'Amérique latine : le Club Bolívar qui envoie certains de ces meilleures éléments, le grand rival, ainsi que d'autres équipes, dont Boca Juniors, cèdent certains joueurs Victor Hugo Romero et Luis Fernando Bastida, qui a laissé une grande trace dans la tête des supporters, afin que le Strongest puisse se reconstruire et organiser des tournées d'exhibition visant à récolter des fonds. Le président de la CONMEBOL Téofilo Salinas donne 20 000 $. Le Brésil organise le grand clasio Fla-Flu pour faire dons des fonds obtenus.
Le club se remet vite. Il décroche le titre de champion de La Paz en 1970 et 1971, avant de décrocher le titre national en 1974 et de remporter le premier championnat professionnel en 1977.
Depuis, le Strongest continue à dominer son championnat (7 autres titres) avec le Club Bolivar et mène des campagnes honorables en Libertadores (victoires contre River Plate, Palmeiras ou Santos), même s'ils n'ont pu se hisser que deux fois au second tour (1990, 1994).
The Strongest a la particularité de partager son stade Olympique Hernando Siles avec les clubs de Bolivar et de La Paz FC.

## Palmarès
Remarque: les tournois existants audacieux aujourd'hui

### Tournoi départementaux
| Compétition                           | Titres                                                                             | Deuxième place                           |
| ------------------------------------- | ---------------------------------------------------------------------------------- | ---------------------------------------- |
| Coupe Préfectorale (1) :              | 1911                                                                               |                                          |
| Ligue amateur (14) :                  | 1914, 1916, 1917, 1922, 1923, 1924, 1925, 1930, 1935, 1938, 1943, 1945, 1946, 1946 | 1915, 1918, 1929, 1932, 1940, 1942, 1944 |
| Coupe LPFA (2) :                      | 1915, 1916                                                                         | 1914                                     |
| Ligue professionnelle de La Paz (5) : | 1963, 1964, 1970, 1971, 1974                                                       | 1961, 1962, 1965, 1976                   |

### Tournois Nationaux
| Compétition                                 | Titres | Deuxième place                          |
| ------------------------------------------- | --- | --------------------------------------- |
| Tournois nationaux amateur                  | | 1946                                    |
| Tournois nationaux professionnels (1) :     | 1952 | 1954                                    |
| Tournois nationaux professionnels FBF (2) : | 1964, 1974                                                                                                   | 1970                                    |
| Coupe de Bolivie (2) :                      | 1958, 1971                                                                                                   | 1945                                    |
| Championnat de Bolivie (13) :               | 1977, 1986, 1989, 1993, 2003 (A), 2003 (C), 2004 (C), 2011 (A), 2012 (C), 2012 (A), 2013 (A), 2016 (A), 2023 | 1979, 1980, 1981, 1988, 1999, 2005 (AD) |

### Tournois internationaux
| Compétition                       | Titres | Deuxième place |
| --------------------------------- | ------ | -------------- |
| Coupe Simón Bolívar (Venezuela) : |        | 1975           |

## Participations aux tournois internationaux
| Compétition             | Édition |
| ----------------------- | --- |
| Copa Libertadores (23)  | 1965, 1971, 1975, 1978, 1980, 1981, 1982, 1987, 1989, 1990, 1994, 2000, 2001, 2003, 2004, 2005, 2006, 2012, 2013, 2014, 2015, 2016 et 2017 |
| Copa Sudamericana (4)   | 2003, 2005, 2011 et 2013 |
| Copa Merconorte (2)     | 1998 et 1999 |
| Copa Conmebol (2)       | 1995 et 1997 |
| Coupe Simón Bolívar (1) | 1975 |

## Entraîneurs du club
- 1930-1931 :  Ulises Saucedo
- 1932 :  Kentaro Hara
- 1935-1936 :  Eduardo Reyes Ortíz
- 1937-1938 :  Froilán Pinilla
- 1946 :  Félix Deheza
- 1950-1957 :  Rufino Plata
- 1960 :  Vicente Arraya
- 1980-1981 :  Ramiro Blacut
- 1992-1993 :  Carlos Aragonés
- 1994 :  Ramiro Blacut
- 1999 :  Mario Kempes
- 2003-2004 :  Néstor Clausen
- 2004-2005 :  Luis Galarza
- 2005 :  Eduardo Villegas
- 2006 :  Sergio Óscar Luna
- 2007 :  Eduardo Villegas
- 2008 :  Ricardo Fontana
- 2009-2010 :  Sandro Coelho
- 2011 :  Néstor Clausen
- 2011-2012 :  Mauricio Soria
- 2012-2014 :  Eduardo Villegas
- 2014-2015 :  Néstor Craviotto
- 2015-2016 :  Pablo Caballero
- 2016 :  Mauricio Soria
- 2016 :  César Farías

## Joueurs
- Ramiro Castillo
- Milton Melgar

## Anecdote
Pendant la Guerre du Chaco, le lieutenant José Rosendo Bullain, ancien joueur du club, est tué lors d'une bataille. Celle-ci est rebaptisée la "Batalla de Cañada Strongest".